# Fallugia acuminata
Fallugia acuminata là loài thực vật có hoa trong họ Hoa hồng. Loài này được (Wooton) Rydb. mô tả khoa học đầu tiên năm 1906.